# Дивовижна історія Пітера Шлеміля
Дивовижна історія Пітера Шлеміля (нім. Peter Schlemihls wundersame Geschichte) — повість 1814 року, написана німецькою мовою французьким аристократом Адельбертом фон Шаміссо.

## Сюжет
Повість написана як лист, адресований автору Адельберту фон Шаміссо від головного персонажа на ім'я Пітер Шлеміль. Пітер продає свою тінь Дияволу за бездонний гаманець (золота сумка Фортуната), але швидко виявляє, що у суспільстві всіляко уникають людей без тіні. Вдень йому доводиться переховуватися, він виходить на люди тільки в сутінках. Лише його вірний слуга Бендел знає таємницю Пітера. Коли хтось помічає відсутність в нього тіні, Шлеміль вигадує цьому виправдання: нібито його тінь замерзла під час подорожі Росією, або нібито він втратив тінь через тяжку хворобу. Нескінченне багатство не приносить йому задоволення. Його кохана Міна відмовляє йому, і Пітера поглинає почуття провини.
Але коли Диявол пропонує повернути тінь в обмін на його душу, Шлеміль, будучи людиною набожною, відкидає пропозицію і викидає бездонний гаманець. Він шукає притулку на природі та мандрує навколо світу за допомогою чоботів-скороходів. Під час однієї зі своїх подорожей він падає у арктичне море та сильно захворює. Пітер опиняється у лікарні, названій Шлеміліум на його честь. Лікарню заснував його колишній слуга Бендел, а Міна, яка встигла овдовіти, працює там медсестрою. Після одужання Шлеміль залишає своїм друзям лист з подякою та повертається до досліджень природи. Він знаходить глибоке задоволення у єднанні з природою, наукових дослідженнях та власному покращеному «я».

## Сприйняття та культурний вплив
Історія, призначена для дітей, була широко поширена, а персонаж Пітера Шлеміля став загальним культурним посиланням у багатьох країнах. Людям найбільше запам'ятався елемент сюжету про тінь головного персонажа. Висновок повісті Шаміссо спростився до ідіоми «не варто продавати свою тінь Дияволу».
Повість популяризувала слово «шлуміел» (їд. שלומיאל) на ідиш, як означення безнадійно некомпетентної людини.
Англійський філософ Ернест Ґеллнер у своїй праці «Нації та націоналізм» (1983) робить висновок про те, що втративши тінь, Пітер Шлеміль насправді втратив свою національність:
|  | Шаміссо, француз-емігрант у Німеччині в наполеонівський період, написав потужний прото-кафкіанський роман про чоловіка, який втратив свою тінь: хоча, безсумнівно, ефективність цього роману частково залежить від навмисної двозначності притчі, важко не підозрювати, що для автора Людина без Тіні була Людиною без Нації. Коли його послідовники та знайомі виявляють його аномальну безтіньовість, вони уникають добре обдарованого Пітера Шлеміля. Людина без нації кидає виклик визнаним категоріям і викликає відразу. Оригінальний текст (англ.) Chamisso, an emigré Frenchman in Germany during the Napoleonic period, wrote a powerful proto-Kafkaesque novel about a man who lost his shadow: though no doubt part of the effectiveness of this novel hinges on the intended ambiguity of the parable, it is difficult not to suspect that, for the author, the Man without a Shadow was the Man without a Nation. When his followers and acquaintances detect his aberrant shadowlessness they shun the otherwise well-endowed Peter Schlemiehl. A man without a nation defies the recognized categories and provokes revulsion. |

## Подальші перекази
Повість була екранізована на американському телебаченні в епізоді телесеріалу «Ваша улюблена історія» 1953 року, головну роль виконав ДеФорест Келлі.
Анімаційний фільм Жоржа Швіцгебеля «Людина без тіні» (фр. L'Homme sans ombre) 2004 року, виконаний в техніці фарби на склі, зображує невелику варіацію оригінальної історії: після того, як кохана та суспільство його відкинули, головний герой повертається до диявола. Замість того, щоб повернути собі тінь, він міняє свої багатства на пару чоботів-скороходів і мандрує світом у пошуках місця, де його приймуть без тіні. Зрештою, він стає лялькарем у індонезійському театрі ваянг, оскільки він може маніпулювати маріонетками безпосередньо, не перекриваючи їхні силуети своєю тінню.
Пітер Шлеміль з'являється в німецькомовному оповіданні друга Шаміссо Ернста Гофмана «Новорічна пригода» 1815 року. Частина цього оповідання, «Історія втраченого відображення», була адаптована французькими письменниками Жюлем Барб'є та Мішелем Карре до четвертої дії їхньої п'єси 1851 року «Фантастичні оповідання Гофмана» (фр. Les contes fantastiques d’Hoffmann), а потім адаптована Барб'є до лібрето опери Жака Оффенбаха «Казки Гофмана», у якій Пітер Шлеміль є романтичним суперником головного героя Гофмана.

## Інші твори про людей, які втратили тінь
- «Жінка без тіні» (нім. Die Frau ohne Schatten, 1919), опера Ріхарда Штрауса на лібрето Гуґо фон Гофмансталя, частково заснована на скандинавській казці «Жінка, у якої не було тіні»[en]
- «Тінь прибиральниці»[en] (1926), повість Едварда Дансейні
- «Пітер Пен»